# Slavi orientali

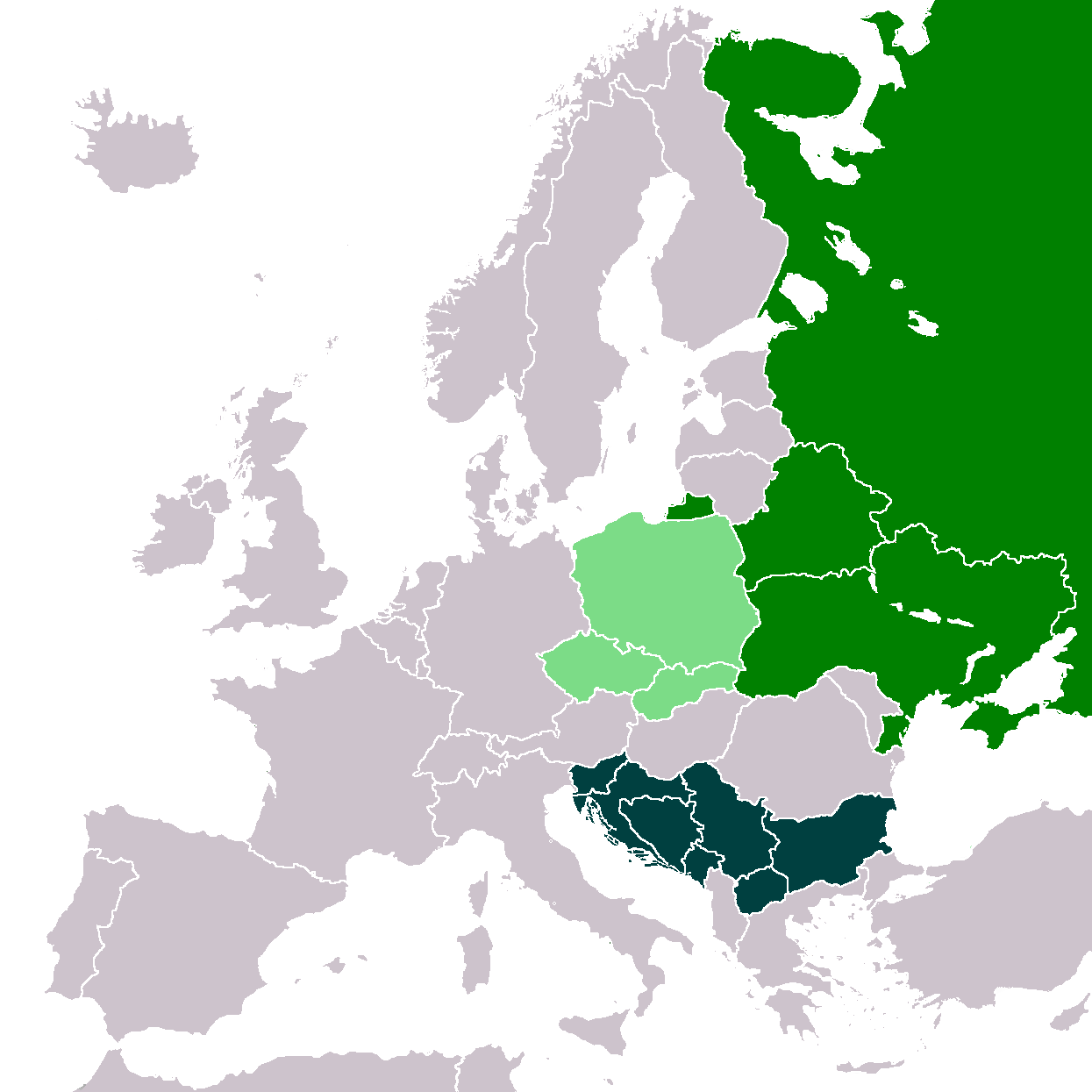
In verde foresta le zone a cui appartennero gli slavi orientali, tra cui Russia, Bielorussia e Ucraina

Gli slavi orientali sono le tribù del ceppo slavo che diedero origine agli attuali popoli russo, bielorusso, ucraino e carpato-ruteno, stanziatesi sia nella regione compresa tra i bacini dei fiumi Bug e Dnestr e il medio bacino del Dnepr, sia nelle foreste a nord-est di quella steppa. 
Riguardo alla storia dei popoli che colonizzarono le pianure dell'Europa dell'est le notizie sono ancora incomplete ed incerte, moltissimi furono i popoli nomadi che, provenendo dalle pianure dell'Asia centrale arrivarono nelle steppe dell'est europeo.
Tra l'VIII secolo a.C. ed il III secolo giunsero popoli provenienti dall'attuale Iran, noti come Sarmati e Sciti.
Nel IV secolo furono i Goti a dominare le steppe, a loro si sostituirono poi successivamente Unni, Avari e Bulgari. Tra il VII secolo ed il X secolo furono i Khazari, una popolazione di lingua turca che viveva nella regione del basso Volga e del Caucaso a dominare la regione. Nel IX secolo da nord giunsero genti di stirpe svedese (Variaghi) che imposero il loro controllo sugli slavi dell'est fondando la Rus' di Kiev.
Ai Khazari seguirono nel X secolo i Peceneghi e nell'XI secolo i Polovtsi (Cumani) e poi infine a partire dal 1239 i Mongoli.